# Hilde Katrine Engeli
Hilde Katrine Engeli (* 4. August 1988 in Lillehammer) ist eine ehemalige norwegische Snowboarderin. Sie startet in den Paralleldisziplinen.

## Werdegang
Engeli fuhr im März 2004 in Bardonecchia ihr erstes Weltcuprennen, welches sie auf dem 15. Platz im Snowboardcross beendete. Ihren ersten internationalen Erfolg hatte sie bei den Snowboard-Juniorenweltmeisterschaften 2004 in Oberwiesenthal. Dort gewann sie Bronze im Snowboardcross. Bei den Snowboard-Weltmeisterschaften 2005 in Whistler war der 19. Rang im Parallelslalom ihre beste Platzierung. Bei den Snowboard-Weltmeisterschaften 2007 in Arosa belegte sie den 42. Rang im Parallelslalom und den 41. Platz im Parallel-Riesenslalom. Im Januar 2008 erreichte sie in La Molina mit dem siebten Rang im Parallel-Riesenslalom ihre erste Top-Zehn-Platzierung im Weltcup. Zwei Monate später gewann sie bei den Snowboard-Juniorenweltmeisterschaften 2008 in Valmalenco Silber im Parallelslalom und Gold im Parallel-Riesenslalom. Bei den Snowboard-Weltmeisterschaften 2009 kam sie auf den 27. Platz im Parallel-Riesenslalom und den 12. Rang im Parallelslalom. Im Januar 2011 holte sie bei den Snowboard-Weltmeisterschaften 2011 in La Molina Gold im Parallelslalom. Bei den Snowboard-Weltmeisterschaften 2013 in Stoneham belegte sie im Parallelslalom und im Parallel-Riesenslalom den vierten Platz. Im März 2013 holte sie im Parallel-Riesenslalom in Arosa ihren ersten Weltcupsieg. Bei ihrer ersten Olympiateilnahme 2014 in Sotschi errang sie den 28. Platz im Parallelslalom und den 19. Platz im Parallel-Riesenslalom. Bei den Snowboard-Weltmeisterschaften 2015 am Kreischberg belegte sie den 23. Platz im Parallel-Riesenslalom und den 11. Rang im Parallelslalom. Im März 2015 gewann sie in Winterberg im Parallelslalom ihr zweites Weltcuprennen.
Engeli startete an 91 Weltcuprennen und erreichte 12-mal eine Platzierung unter die ersten Zehn und beendete nach der Saison 2015/16 ihre aktive Karriere.

## Weltcup-Gesamtplatzierungen
| Saison  | Parallel | Parallel | Parallel-Riesenslalom | Parallel-Riesenslalom | Parallelslalom | Parallelslalom |
| Saison  | Punkte   | Platz    | Punkte                | Platz                 | Punkte         | Platz          |
| ------- | -------- | -------- | --------------------- | --------------------- | -------------- | -------------- |
| 2005/06 | 52       | 70.      | -                     | -                     | -              | -              |
| 2006/07 | 77       | 51.      | -                     | -                     | -              | -              |
| 2007/08 | 2129     | 14.      | -                     | -                     | -              | -              |
| 2008/09 | 869      | 30.      | -                     | -                     | -              | -              |
| 2009/10 | 182      | 43.      | -                     | -                     | -              | -              |
| 2010/11 | 348      | 32.      | -                     | -                     | -              | -              |
| 2011/12 | 1246     | 20.      | -                     | -                     | -              | -              |
| 2012/13 | 2280     | 9.       | 1460                  | 9.                    | 960            | 9.             |
| 2013/14 | 470      | 28.      | 60                    | 41.                   | 410            | 17             |
| 2014/15 | 2350     | 11.      | 300                   | 29.                   | 2050           | 3.             |
| 2015/16 | 738      | 23.      | 300                   | 25.                   | 438            | 22.            |